# Lago Kieng-Kjuël'
Il lago Kieng-Kjuël' (in russo озеро Киенг-Кюёль?) è un lago della Russia siberiana situato oltre il circolo polare artico. Dal punto di vista amministrativo si trova nel Tajmyrskij rajon del Territorio di Krasnojarsk, nel Circondario federale della Siberia. Si trova a sud del golfo della Chatanga e appartiene al bacino marittimo del mare di Laptev.

## Geografia
Il lago Kieng-Kjuël' ha una superficie di 99,8 km² e un bacino idrografico di 670 km². La sua lunghezza è di 22 m, per una larghezza di 8,5 km. Numerosi corsi d'acqua lo alimentano. Il deflusso avviene a sud-est lungo il fiume Suolama affluente di sinistra del fiume Anabar. Per la maggior parte dell'anno è coperto dal ghiaccio: da fine settembre a giugno.
Il lago si trova circondato da molti altri piccoli laghi, il maggiore, a nord-est è il lago Copočnoe (озеро Сопочное).

### Fauna
Il Kieng-Kjuël' è ricco di pesci: salmerini, taimen siberiani, Coregonus albula e Coregonus muksun.